# 10 + 2
10 + 2 és una producció catalana de dibuixos animats en 2D creada per Acció i dirigida per Miquel Pujol, que versa sobre una escola de números i dos ratolins anomenats Aristòtil, el professor, i Infinit, l'ajudant. La sèrie es va crear el 1991 i es va emetre per primer cop a Televisió de Catalunya.
L'èxit de la producció va portar els personatges a La revista dels súpers (1996), en la qual es publicaven acudits muts sota el títol de L'infinit i els números. El 2001 es va estrenar un llargmetratge per al cinema, de 84 minuts, anomenat 10 + 2: El gran secret i nominat als premis Goya. A més, es van emetre dos episodis especials de 45 minuts: La nit màgica (1998) i Cartes i pirates (2005). La sèrie ha estat guardonada arreu del món i ha estat finalista als International Emmy Awards a Nova York, entre d'altres.

## Argument
10 + 2 transcorre al País dels Números, un indret fictici amb una escola dirigida pel ratolí Aristòtil i el seu ajudant, un altre ratolí anomenat Infinit. Els alumnes d'aquesta escola són els números del zero al nou, cadascun amb una personalitat molt específica, que viuen en cases amb forma de llibre. Els personatges no parlen; les úniques paraules que se senten són les de veu en off de l'Aristòtil.

## Personatges
- Aristòtil: Mestre i narrador de totes les històries que viuen els números. És un ratolí de ciutat amb bigotis i cabells blancs. Tot i les entremaliadures dels seus alumnes, i sobretot del seu ajudant, normalment reacciona d'una manera serena, encara que de vegades també ho fa de manera enèrgica, o fins i tot còmica. És digne, respectable i ferm en les decisions que pren.
- Infinit: Ajudant de l'Aristòtil; és un ratolí de graner de color torrat. Té un caràcter innocent i bonifaci, i les seves reaccions solen ser espontànies, poc reflexives i esbojarrades.
- Mil·lèsima: Neboda de l'Aristòtil; és una rateta de ciutat amb molt de caràcter. Té una gran afició a inventar-se històries, que ella mateixa es creu, i sovint acaba embolicant els altres en situacions ben compromeses.
- Cuco: Ocell de fusta que viu al rellotge de paret de l'escola dels Números amb totes les comoditats.[4]

### Els números
- Zero: Trapella i mogut. Ni estudia ni deixa estudiar.
- U: Estirat, meticulós, presumit i ordenat.
- Dos: Innocent; viu a la vora del riu i es mou en barca.
- Tres: Malcarat, tossut i intransigent.
- Quatre: Mandrós.
- Cinc: Pessimista i malastruc.
- Sis: Romàntic.
- Set: Esportista i aficionat a la gimnàstica.
- Vuit: Golafre
- Nou: Setciències, amb una destacable afició als experiments.

## Episodis
En total es van emetre 52 episodis de 13 minuts cadascun. Els primers 13 episodis presenten els números de manera didàctica perquè els nens (el públic al qual està destinada la sèrie) n'aprenguin el significat. La producció també compta amb un parell de capítols especials: La nit màgica i Cartes i pirates.

### Primera temporada
| # | Títol                    | Data d'emissió |
| --- | ------------------------ | -------------- |
| 1 | «Anem a l'escola»        | 1991           |
| L'Infinit i el Zero es queden atrapats a la teulada de l'escola mentre intenten recuperar la pilota de l'U.         |                          |                |
| 2 | «L'U fa tard»            | 1991           |
| L'Infinit se'n va a buscar l'U, que fa tard a la sessió fotogràfica de l'escola.                                    |                          |                |
| 3 | «El Dos i les bombolles» | 1991           |
| El Dos juga amb la seva flauta que fa bombolles, que ensenya als alumnes, a l'Infinit i a l'Aristòtil.              |                          |                |
| 4 | «El Tres rondinaire»     | 1991           |
| L'Aristòtil li explica a un Tres rondinaire la història de la Rínxols d'or.                                         |                          |                |
| 5 | «El quatre mandrós»      | 1991           |
| La mandra del Quatre i la seva casa deteriorada són una font de problemes per a l'Infinit.                          |                          |                |
| 6 | «El Cinc i la pluja»     | 1991           |
| Un accident provocat pel Cinc fa que es trenqui una aixeta, que l'Infinit intenta arreglar.                         |                          |                |
| 7 | «El Zero trapella»       | 1991           |
| L'Infinit i un esquirol es vengen del Zero, l'U i el Dos, que els han fet una broma.                                |                          |                |
| 8 | «El Sis i el regal»      | 1991           |
| L'Infinit i el Sis preparen un regal d'aniversari per a l'Aristòtil, però una eruga se'l menja.                     |                          |                |
| 9 | «El Set i els esports»   | 1991           |
| L'Infinit i el Set se'n van d'excursió i tenen problemes amb un porc espí mentre els enganxa la pluja.              |                          |                |
| 10 | «El Vuit golafre»        | 1991           |
| El Vuit s'acaba tota la xocolata desfeta, tot i que l'Aristòtil pensa que ha estat l'Infinit.                       |                          |                |
| 11 | «El Nou i el rellotge»   | 1991           |
| L'Infinit trenca accidentalment el rellotge d'en Cuco i sol·licita l'ajuda del Nou per arreglar-lo.                 |                          |                |
| 12 | «Acampada»               | 1991           |
| Els números se'n van d'acampada, però el Zero es perd mentre persegueix una granota.                                |                          |                |
| 13 | «Fi de curs»             | 1991           |
| L'escola dels Números celebra el final de curs i l'Infinit intenta mantenir els focs artificials en perfecte estat. |                          |                |

### Segona temporada
| # | Títol                        | Data d'emissió |
| --- | ---------------------------- | -------------- |
| 14 | «La visita inesperada»       | 1998           |
| L'Infinit fulleja el seu àlbum de fotos just abans que l'Aristòtil s'assabenti que la seva neboda, la Mil·lèsima, els farà una visita.                                                           |                              |                |
| 15 | «Una nit moguda»             | 1998           |
| L'Infinit, en Cuco i l'Aristòtil es preparen per l'arribada de la Mil·lèsima. |                              |                |
| 16 | «El tren de les deu i dos»   | 1998           |
| Aquell matí de diumenge tot el món es trobava enfeinat buscant el regal més adequat per donar la benvinguda a la nova alumna: la Mil·lèsima.                                                     |                              |                |
| 17 | «Misteri a l'estació»        | 1998           |
| El tren de la Mil·lèsima arriba, però sense ella. L'Aristòtil es fractura la cama intentant trobar-la.                                                                                           |                              |                |
| 18 | «Els problemes d'Aristòtil»  | 1998           |
| L'Infinit porta l'Aristòtil a casa i, més tard, arriba la Mil·lèsima d'una excursió amb el Dos.                                                                                                  |                              |                |
| 19 | «El secret de l'Infinit»     | 1998           |
| L'Infinit es troba un passadís secret que porta a una misteriosa porta, bloquejada. |                              |                |
| 20 | «Mil·lèsima»                 | 1998           |
| L'Infinit intenta fer-se amic de la Mil·lèsima mentre aquesta fa de pirata. |                              |                |
| 21 | «La carta dels conflictes»   | 1998           |
| L'Infinit i la Mil·lèsima van al darrere d'una carta important. |                              |                |
| 22 | «Accident»                   | 1998           |
| L'Infinit cau al riu però el carter el rescata. |                              |                |
| 23 | «La incorregible Mil·lèsima» | 1998           |
| La Mil·lèsima troba una clau misteriosa i ella, juntament amb tots els números, intenten animar l'Infinit.                                                                                       |                              |                |
| 24 | «Una història de pirates»    | 1998           |
| Al matí tots els números varen anar a visitar a l'Infinit que s'estava recuperant de l'accident patit al riu. Mil·lèsima va aprofitar l'ocasió per explicar una interessant història de pirates. |                              |                |
| 25 | «La història continua»       | 1998           |
| La Mil·lèsima explica una història a l'Infinit sobre un capità pirata a la recerca d'un tresor.                                                                                                  |                              |                |
| 26 | «El fi i el principi»        | 1998           |
| L'Infinit comparteix el seu secret amb la Mil·lèsima, i l'Aristòtil els informa que arriba una professora substituta a l'escola.                                                                 |                              |                |

### Tercera temporada
| # | Títol                     | Data d'emissió |
| --- | ------------------------- | -------------- |
| 27 | «Zenòbia»                 | 2003           |
| La tranquil·litat de l'escola es veu alterada per l'arribada de la senyoreta Zenòbia. La professora en qüestió resulta ser un personatge antipàtic, i cruel. El professor Aristòtil, ja recuperat de la seva cama tem per la seguretat dels seus alumnes.                                              |                           |                |
| 28 | «El primer dia»           | 2003           |
| La relació entre la senyoreta Zenòbia i el professor Aristòtil cada cop és més tensa deguts als mètodes d'ensenyament d'aquesta. Per altra banda Mil·lèsima ha agafata la clau màgica que guardava el seu oncle Aristòtil.                                                                             |                           |                |
| 29 | «El gran secret»          | 2003           |
| Per fi Infinit i Mil·lèsima han descobert el gran secret que el professor Aristòtil guarda al soterrani de l'escola. Però no compten que la senyoreta Zenòbia ha estat testimoni de tot. |                           |                |
| 30 | «El comiat»               | 2003           |
| La cobdiciosa senyoreta Zenobia provoca el comiat del professor Aristòtil de l'escola, així com el de Infinit. D'aquesta manera, només ella podrà accedir al gran secret que l'escola té al seu soterrani.                                                                                             |                           |                |
| 31 | «Al final del dia»        | 2003           |
| La senyoreta Zenobia ha fet un mal ús dels poders màgics que guarden l'escola i unes obscures forces s'alliberen.... Tot i que l'Infinit no ho sap, només ell pot fer que la situació retorni a ser la d'abans.                                                                                        |                           |                |
| 32 | «El corc»                 | 2003           |
| El rellotge d'en Cuco és un lloc ideal per viure-hi. Està molt ben situat a la paret, tal com entres a mà esquerra, té molt bona visibilitat i està ben lluny de les olors que surten de la cuina. L'única pega és que sigui de bona fusta...                                                          |                           |                |
| 33 | «El Cuco aventurer»       | 2003           |
| En Cuco està molt il·lusionat amb els llibres d'aventures i les històries de pirates que explica la Mil·lèsima. Decidit a aconseguir que els seus somnis es facin realitat, s'escaparà del rellotge amb la intenció de conèixer nous horitzons. L'hi vols acompanyar?                                  |                           |                |
| 34 | «Classe de ciències»      | 2003           |
| El professor Aristòtil no ha pogut fer mai bones fotos per la classe de ciències. No se'n surt de cap manera. A partir d'ara, però, les coses canviaran, perquè l'Infinit és al bosc amb la càmera a la mà.                                                                                            |                           |                |
| 35 | «El Cuco enamorat»        | 2003           |
| Ja ho diuen, que la primavera, la sang altera. La gent s'enamora, els animalons s'aparellen, la natura s'omple de colors. En Cuco, encara que sigui un ocell de fusta, també ha notat l'arribada de la primavera i la fletxa de Cupido també li ha travessat el cor.                                   |                           |                |
| 36 | «L'ocell golafre»         | 2003           |
| Com s'ho poden fer els nostres amics perquè un ocell molt golafre pari de menjar-se les llavors que el Sis vol plantar al seu hort? Després de provar-ho d'unes quantes maneres, s'adonaran que el que han de fer és ser una mica més espavilats que ell.                                              |                           |                |
| 37 | «L'avió del Nou»          | 2003           |
| El Nou ja té a punt l'avió que fa dies que construeix al seu taller. L'Infinit i en Cuco, sense saber ben bé com, hi pujaran i viuran una aventura que no oblidaran mai de la vida. |                           |                |
| 38 | «L'estel»                 | 2003           |
| Avui tots els Números construeixen estels. Són uns estels espectaculars. N'hi ha de totes mides i de tots colors. El més especial, però, és el que fan l'Infinit i el Cinc. Han decidit fer-lo pel seu compte, sense saber que els portarà molts imprevistos, i més d'un maldecap...                   |                           |                |
| 39 | «Gimnàstica per a tothom» | 2003           |
| Precisament avui, que el Vuit estava a punt de menjar-se un pastís gegant, resulta que és el dia de fer gimnàstica. Potser toca fer exercici, però el Vuit no està pas disposat a passar gana. |                           |                |
| 40 | «Cap de roca»             | 2004           |
| L'Infinit té la grip i no es pot moure del llit. La Mil·lèsima serà l'encarregada d'anar a buscar-li la medicina. A més, el vindrà a veure tota la classe i la Mil·lèsima aprofitarà per explicar-los una història de pirates.                                                                         |                           |                |
| 41 | «Simplement màgia»        | 2004           |
| 42 | «El despertador»          | 2004           |
| 43 | «Les angúnies d'una casa» | 2004           |
| 44 | «Un pícnic accidentat»    | 2004           |
| 45 | «Trucs de màgia»          | 2004           |
| La Mil·lèsima vol fer una funció de màgia per impressionar els alumnes de la classe. D'altra banda, l'Aristòtil s'ha comprat una levita nova per anar a la festa del professorat. Què ho fa que dues coses tan diferents, puguin acabar sent la mateixa?                                               |                           |                |
| 46 | «Dia de platja»           | 2004           |
| El Dos seria feliç podent anar cada dia a la platja a asseure's a la vora del mar. Avui, decidit, ha agafat les ulleres de sol, el parasol i s'ha instal·lat just davant de les onades. Sembla que no hi hagi res que ho pugui espatllar, però les coses no sempre són de color rosa.                  |                           |                |
| 47 | «Treball en equip»        | 2004           |
| Està a punt d'arribar la temporada de les pluges i el Quatre encara té el sostre fet un nyap. Li entrarà aigua per tot arreu. Potser comença a ser hora d'arreglar-lo. Hi ha molta feina i tota l'escola s'ha ofert per ajudar-lo, però a última hora...                                               |                           |                |
| 48 | «Zero en matemàtiques»    | 2004           |
| Com que la millor manera d'aprendre és jugant, avui, a classe de matemàtiques, toca fer jocs. El professor els proposarà de fer una suma molt divertida. De moment, tots els Números s'han col·locat al seu lloc. L'únic que va una mica despistat és el Zero, que no sap ben bé on s'ha de posar.     |                           |                |
| 49 | «Unes vambes d'altura»    | 2004           |
| El Quatre s'ho passa molt malament cada dia que toca fer gimnàstica. Li costa molt fer els exercicis, i a les competicions, sempre queda l'últim. A més, el Set sempre li passa al davant. Per sort, l'invent del Nou canviarà les coses de mig a mig.                                                 |                           |                |
| 50 | «Un treball màgic»        | 2004           |
| El pati de l'escola és ple de fulles i l'Aristòtil hi ha fet anar la Mil·lèsima i l'Infinit perquè el netegin. Com de costum, la Mil·lèsima, per enllestir la feina ben de pressa, farà servir un sistema no gaire habitual.                                                                           |                           |                |
| 51 | «Nit de disfresses»       | 2004           |
| Avui és la nit de disfresses i fa una nit ideal per morir-se de por. El vent fa tremolar les parets i fa posar la pell de gallina. La Mil·lèsima i tots els alumnes de la classe ja estan disfressats i a punt per espantar el primer que se'ls posi al davant. O sigui... el pobre Infinit!           |                           |                |
| 52 | «Ninots de neu»           | 2004           |
| Cada any, quan arriba l'hivern, tothom està il·lusionat per veure els famosos ninots de neu del professor Aristòtil. Però aquesta vegada va tan atrafegat que no podrà continuar la tradició. Els encarregats de fer-ho seran l'Infinit i la Mil·lèsima. I els Números, que no faran cap ninot de neu? |                           |                |

### Episodis especials
| Títol | Director     | Guionista    | Productor         | Data d'estrena |  |  |
| La nit màgica | Miquel Pujol | Miquel Pujol | Jordi Castelltort | 1998           |  |  |
| Arthur, un nen entremaliat, ha causat una trencadissa la nit de Nadal que ha fet enfadar els pares. Marxa de casa convençut que no l'estimen i se'n va a ca l'avi. Per tal que canviï de parer, l'avi li explicarà un conte sobre el País dels Números, on viu un ratolí que es diu Infinit. Ajuda el professor Aristòtil a l'escola i és molt amic de la seva neboda, Mil·lèsima. L'Infinit arriba tard a la cuina el dia dels preparatius de Nadal i provoca un enrenou, després del qual decideix abandonar l'escola, avergonyit. Amb la seva petita maleta camina pel bosc enmig d'una tempesta de neu i descobreix un camí que el porta a una aventura que mai no hauria pogut imaginar. |              |              |                   |                |  |  |
| |              |              |                   |                |  |  |
| Cartes i pirates | Miquel Pujol | Miquel Pujol | Hilari Pujol      | 2005           |  |  |
| El capità Trena Vermella, l'Infinit, el Cuco i els deu pirates de la seva tripulació hauran d'enfrontar-se amb els grans perills que amaga l'illa de Cap de Roca, una illa misteriosa, perduda a l'oceà, on només hi poden accedir els autèntics pirates. Guiats per la imaginació de la Mil·lèsima, que amb la seva història de pirates és capaç de deixar tothom amb l'ai al cor, viuran grans aventures fins a arribar al desitjat tresor ocult a Cap de Roca. |              |              |                   |                |  |  |
| |              |              |                   |                |  |  |